# Hypothyris pantherina
Hypothyris pantherina är en fjärilsart som beskrevs av Otto Staudinger 1884. Hypothyris pantherina ingår i släktet Hypothyris och familjen praktfjärilar. Inga underarter finns listade i Catalogue of Life.